# Geometra ussuriensis
Geometra ussuriensis är en fjärilsart som beskrevs av Christian Johannes Amandus Sauber 1915. Geometra ussuriensis ingår i släktet Geometra och familjen mätare. Inga underarter finns listade i Catalogue of Life.